# Dicranomyia paprzyckii
Dicranomyia paprzyckii är en tvåvingeart som först beskrevs av Alexander 1941.  Dicranomyia paprzyckii ingår i släktet Dicranomyia och familjen småharkrankar.
Artens utbredningsområde är Peru. Inga underarter finns listade i Catalogue of Life.